# Hermann Alexander Diels
Hermann Alexander Diels (Wiesbaden, 1848. május 18. – Berlin, 1922. június 4.) német klasszika-filológus és filozófiatörténész.

## Életrajz
1848. május 18. született Wiesbaden Biebrich nevű kerületében. Apja  Ludwig Diels (1820. augusztus 8. – 1872. június 2.) tanító és állomásfőnök volt; anyja Emma Rossel (1817. augusztus 18. – 1885. október 29.). Diels kora gyermekkorában a természettudományok iránt mutatott érdeklődést, majd gimnáziumi évei alatt inkább a humán tárgyak fele fordult. Felsőfokú tanulmányait a bonni Rajnai Friedrich-Wilhelms-Egyetemen és a berlini Humboldt Egyetemen végezte. Később Hamburgban s Berlinben gimnáziumi tanár volt, majd 1882-től Humboldt Egyetemen tanára lett. 1886-ban a klasszika-filológia professzorává lépett elő.

### Családja
1873. július 17-én feleségül vette Berta Dübellt (1847 – 1919). Három fiúgyermekük született:
- Ludwig Diels – botanikus; (1874 –1945)
- Otto Diels – Nobel-díjas (1950) kémikus; (1876. január 23. –  1954. március 7.)
- Paul Diels – szlavisztikus ; (1882 – 1963)

## Munkássága
Dielst elsősorban a preszókratikus filozófusok töredékeinek szöveggyűjteményéről ismerjük. Az először 1901-ben megjelent mű, eredeti címén: Die Fragmente der Vorsokratiker (magyarul: a Preszókratikusok töredékei) napjainkban is alapvető műnek számít a korai görög filozófiát tanulmányozók számára. A nyolcvanhárom kötetből álló kötetben „A” jelzet alatt közli a gondolkodók életéről, tanításáról szóló antik parafrázisokat, ismertetéseiket, a „B” jelzet alatt a gondolkodók saját szavait őrző, úgynevezett eredeti töredékeket, a „C” jelzet alatt pedig a bizonyított utánzatokat, hamisításokat. Minden filozófust külön fejezetben tárgyal, valamint minden töredék saját számot kapott.

## Díjak, kitüntetések
- 1881: Királyi Porosz Tudományos Akadémia rendes tagja
- 1891: Az Athéni Tudományos Akadémia tagja
- 1899: Académie des inscriptions et belles-lettres társaság levelező tagja
- 1899: Göttingeni Tudományos Akadémia levelező tagja
- 1902: Koppenhágai Tudományos Akadémia tagja
- 1908: Az Olasz Tudományos Akadémia (Accademia dei Lincei) rendes tagja
- 1909: Philadelphiai Akadémia rendes tagja
- 1910: A berlini Humboldt Egyetem teológia karának tiszteletbeli doktora
- 1910: A Tudományok és Művészetek Nagy Arany Medálja díj
- 1912: Oslói Tudományos Akadémia tagja
- 1912: A Freiburg im Breisgaui Egyetem tiszteletbeli doktora
- 1913: A tudományok és a művészetek Pour le Mérite kitüntetése
- 1917: Az Osztrák Tudományos Akadémia tiszteletbeli tagja

## Főbb művei
- Doxographi Graeci (Berlin, 1879,  második kiadás: de Gruyter, 1929)
- Simplicii In Aristotelis Physicorum libros quattuor priores commentaria (2 vol. Berlin, 1882-1895, második kiadás: de Gruyter, 1962)
- Poetarum Philosophorum Fragmenta (Berlin, 1901, második kiadás Hildesheim: Weidmann 2000).
- Die Fragmente der Vorsokratiker, (Berlin, 1903, 6-ik átdolgozott kiadás Walther Kranz (Berlin: Weidmann, 1952)
- Kleine Schriften zur Geschichte der antiken Philosophie szerkesztette:  Walter Burkert, Hildesheim: Georf Olms 1969

## Fordítás
- Ez a szócikk részben vagy egészben  a   Hermann Diels című német Wikipédia-szócikk fordításán alapul.  Az eredeti cikk szerkesztőit annak laptörténete sorolja fel. Ez a jelzés csupán a megfogalmazás eredetét és a szerzői jogokat jelzi, nem szolgál a cikkben szereplő információk forrásmegjelöléseként. (életrajz és kitüntetések fejezetek)